# Olympische Sommerspiele 1912/Schießen – Laufender Hirsch 100 m Einzelschuss Mannschaft (Männer)
Der Mannschaftswettkampf im Schießen über 100 m Einzelschuss Laufender Hirsch bei den Olympischen Spielen 1912 in Stockholm wurde vom 4. Juli auf der Stora Skuggans skjutbanor ausgetragen.

## Ergebnisse
| Rang | Mannschaft             | Punkte             | Punkte |
| Rang | Mannschaft             | Einzel             | Gesamt |
| ---- | ---------------------- | ------------------ | ------ |
| 1    | Schweden               | Schweden           | 151    |
| 1    | Oscar Swahn            | 43                 | 151    |
| 1    | Åke Lundeberg          | 39                 | 151    |
| 1    | Alfred Swahn           | 37                 | 151    |
| 1    | Per-Olof Arvidsson     | 32                 | 151    |
| 2    | Vereinigte Staaten     | Vereinigte Staaten | 132    |
| 2    | Walter Winans          | 39                 | 132    |
| 2    | William Leushner       | 38                 | 132    |
| 2    | William Libbey         | 37                 | 132    |
| 2    | William McDonnell      | 18                 | 132    |
| 3    | Finnland               | Finnland           | 123    |
| 3    | Nestori Toivonen       | 38                 | 123    |
| 3    | Iivar Väänänen         | 30                 | 123    |
| 3    | Axel Fredrik Londen    | 29                 | 123    |
| 3    | Ernst Rosenqvist       | 26                 | 123    |
| 4    | Österreich             | Österreich         | 115    |
| 4    | Peter Paternelli       | 34                 | 115    |
| 4    | Adolf Michel           | 33                 | 115    |
| 4    | Heinrich Elbogen       | 29                 | 115    |
| 4    | Eberhard Steinböck     | 19                 | 115    |
| 5    | Russland               | Russland           | 108    |
| 5    | Wassili Skrozki        | 36                 | 108    |
| 5    | Dmitri Barkow          | 26                 | 108    |
| 5    | Harry Blaus            | 23                 | 108    |
| 5    | Alexander Dobrschanski | 23                 | 108    |